# Christer van der Kwast
Edward Christer van der Kwast, född 3 juni 1944 i Stockholm, är en svensk tidigare åklagare.

## Biografi
van der Kwasts farfar invandrade till Sverige från Nederländerna. Efter juridikstudier genomförde van der Kwast tingsmeritering i Stockholm och var från 1971 verksam som åklagare i Umeå, Östersund och Stockholm. Han var överåklagare i Mellannorrland 1991–1996 och verksam vid riksåklagarens enhet för speciella mål 1998–2001, där han bland annat var involverad i förundersökningar och åtal i samband med ekonomisk brottslighet.
Från 1 juli 2003 var van der Kwast chef för den då nyinrättade Riksenheten mot korruption. I denna roll fick han bland annat uppmärksamhet i samband med Skandiarättegången. Han gick i pension 2009.

## Thomas Quick-fallet
I början av 1990-talet, då van der Kwast var länsåklagare i Härnösand, fick han uppmärksamhet i rättegångarna mot Thomas Quick där han var åklagare i samtliga fall. van der Kwast har anklagats för att under förundersökningarna i fallet Quick ha undanhållit information som talade för att Quick skulle vara oskyldig. Skarp kritik har också i allmänhet riktats mot hur van der Kwast hanterade utredningarna gällande Quick. En polisanmälan lämnades 2009 in mot van der Kwast och den ansvarige polisen Seppo Penttinen för grovt tjänstefel, där riksåklagaren dock kom fram till att de eventuella brotten var antingen preskriberade eller tidigare avgjorda av Justitiekanslern. Enligt kriminologen Leif G.W. Persson är van der Kwast en av de åklagare som har "unikt dålig statistik vad gäller antalet framgångsrika åtal", vilket delvis också skulle förklara varför denne uttryckt sitt ogillande mot beslut att bevilja Quick resning. Quick kom senare att beviljas resning och frias för samtliga mord som han tidigare dömts för till följd av brister i utredningar och åtal.
van der Kwast utkom i januari 2015 med boken Bortom rimligt tvivel: Thomas Quick och rättvisan.